# Ceanothus herbaceus
Ceanothus herbaceus là một loài thực vật có hoa trong họ Táo. Loài này được Raf. mô tả khoa học đầu tiên năm 1808.